# Xã Templeton, Quận Atchison, Missouri
Xã Templeton (tiếng Anh: Templeton Township) là một xã thuộc quận Atchison, tiểu bang Missouri, Hoa Kỳ. Năm 2010, dân số của xã này là 79 người.